# Marian Terlecki
Marian Terlecki (ur. 21 września 1954 w Gdańsku, zm. 8 stycznia 2010 w Nadarzynie) – polski reżyser i producent filmowy, w 1991 prezes Komitetu do Spraw Radia i Telewizji. Autor kilkunastu reportaży dokumentalnych. Zdobywca Polskiej Nagrody Filmowej w 2001 w kategorii najlepszy producent za film Prymas. Trzy lata z tysiąca.

## Życiorys
Jego rodzicami byli Józef Terlecki (1925–2006), fizyk i biofizyk, pracownik naukowo-dydaktyczny Akademii Medycznej w Gdańsku, i Urszula z d. Kowalska, nauczycielka.
Był absolwentem III Liceum Ogólnokształcącego im. Bohaterów Westerplatte w Gdańsku i Wyższego Zawodowego Studium Scenopisarstwa Państwowej Wyższej Szkoły Filmowej, Telewizyjnej i Teatralnej im. Leona Schillera w Łodzi (1984). W latach 1976–1981 zatrudniony był w TV Gdańsk.
W kwietniu 1981 M. Terlecki wyszedł z inicjatywą powołania związku zawodowego „Solidarność” ekipy filmowej. Pod jego kierownictwem została zorganizowana Agencja Telewizyjna Biura Informacji Prasowej „Solidarność”. W okresie stanu wojennego uniknął aresztowania w związku przygotowywaniem w Warszawie materiału filmowego z Kongresu Kultury Polskiej. Ukrywając się, prowadził działalność podziemną (13 grudnia 1981 – 13 listopada 1983). Był autorem audycji podziemnego Radia „S”. Od grudnia 1982 do czerwca 1983 pełnił funkcję redaktora naczelnego pisma Regionu Gdańskiego „Solidarność”. W 1984 zainicjował utworzenie firmy "Video Studio Gdańsk".
W maju 1985 Marian Terlecki, przewożąc sprzęt telewizyjny samochodem należącym do pallotynów, został zatrzymany. Aresztowany został pod zarzutem przywłaszczenia sobie "mienia wielkiej wartości", tj. niezdania sprzętu filmowego stanowiącego własność zdelegalizowanej Solidarności. Osadzono go w areszcie SUSW, a następnie w Areszcie Śledczym w Warszawie-Mokotowie. We wrześniu 1986 otrzymał amnestię.
Pracownik Telewizji Polskiej w Gdańsku (TVP3 Gdańsk), redaktor naczelny TV „Solidarność”.
Od 1990 redaktor naczelny TV Gdańsk, w 1991 prezes Komitetu ds. Radia i Telewizji. Od 1998 prezes spółki Wizja TV SP, zajmującej się produkcją filmową dla telewizji Wizja TV.
W 2010 został pośmiertnie odznaczony przez prezydenta Lecha Kaczyńskiego Krzyżem Oficerskim Orderu Odrodzenia Polski za wybitne zasługi w działalności na rzecz przemian demokratycznych w Polsce, za osiągnięcia w pracy twórczej.
Pochowany na cmentarzu w Nadarzynie.

## Filmografia
- 1993 – Powrót (1993) – reżyser
- 1997–2009 – serial Złotopolscy – producent
- 1999 – Gwiazdka w Złotopolicach – producent wykonawczy
- 2000 – Prymas. Trzy lata z tysiąca – producent
- 2002 – Rób swoje, ryzyko jest twoje – reżyser, współscenarzysta, producent
- 2002 – serial As – producent
- 2004 – serial Kosmici – producent

## Filmografia krótkometrażowa
- 1981 – Pomnik – reżyser
- 1981 – Kandydat – realizator
- 1985 – Porwani – realizator
- 1985 – Ksiądz Jerzy – realizator
- 1987 – O nas i za nas – realizator
- 1987 – Kisiel – realizator
- 1987 – Alfabet Kisiela – realizator
- 1988 – Droga kontemplacji – realizator
- 1988 – Ballada o strajku – współpracownik
- 1996 – Znajomi z Rakowieckiej – udział
- 1998 – Zwłoki nieznane – scenarzysta
- 2005 – Konfrontacja – współpraca scenariuszowa, producent
- 2005 – 18 strajkowych dni – producent
- 2006 – 13 pierwszych dni – producent

### Nagrody za filmy krótkometrażowe
- 1981 – Pomnik, Kraków, Ogólnopolski Festiwal Filmów Krótkometrażowych, Nagroda Specjalna „Srebrny Lajkonik”
- 1988 – O nas i za nas, Niepokalanów, Międzynarodowy Festiwal Filmów Katolickich, Grand Prix
- 1989 – Droga kontemplacji, Niepokalanów, Międzynarodowy Katolicki Festiwal Filmów Niepokalanów, II Nagroda w kategorii filmu dokumentalnego